# 加訂美全八音
《加訂美全八音》（也稱作《美全八音》，平話字：Mī-ciòng-báik-ĭng）是清末古田籍人士、福州卫理公会牧师鐘德明組織福州格致中學和文山書院等學校的師生在《戚林八音》的基礎上編著而成的福州話韻書，成書於1906年左右。

## 内容主旨
全書主要以福州音為正音標準，也混雜周邊各縣方音的部分特點。關於編者編撰此書的動機，可能是因爲美國傳教士麦利和和摩嘉立編寫的《Dictionary of the Foochow Dialect》是用英文寫的，不便於當地百姓學習。

## 參閲
- 戚林八音

## 外部連接
- 福州話韻書《美全八音》序言整理 （页面存档备份，存于）